# 火田镇 (云霄县)
火田镇，是中华人民共和国福建省漳州市云霄县下辖的一个乡镇级行政单位。

## 行政区划
火田镇下辖以下地区：
政和社区、下楼村、西林村、郭浦村、菜埔村、瑞堂村、溪口村、大坑村、火田村、莆中村、东车村、乌石村、水头村、岳坑村、后埔村、佳园村、新园村、古楼村、瓦坑村、高田村、圆峰村和白石村。